# Titulcia
Titulcia è un comune spagnolo di 936 abitanti situato nella comunità autonoma di Madrid.